# John Perry
John R. Perry (Lincoln, 16 de gener de 1943) és professor emèrit de filosofia Henry Waldgrave Stuart a la Universitat Stanford i professor emèrit distingit de filosofia a la Universitat de Califòrnia, Riverside. Ha realitzat importants contribucions a la filosofia en els camps de la lògica, la filosofia del llenguatge, la metafísica i la filosofia de la ment. És conegut principalment pel seu treball sobre la situació semàntica (juntament amb Jon Barwise), la reflexivitat, la indexicalitat, la identitat personal i l'autoconeixement. El 1999 fou guardonat amb el Premi Jean Nicod.

## Obra
Es presenten les obres escrites de l'autor amb el títol original:

### Llibres
- (1978) A Dialogue on Personal Identity and Immortality. Indianapolis: Hackett Publishing Company.
- (1983) Situations and Attitudes (amb Jon Barwise). Cambridge, MA: Bradford Books/MIT Press. (Reproduït amb una nova introducció de CSLI Publications, 1999.)
- (1993) The Problem of the Essential Indexical and Other Essays. Nova York: Oxford University Press. (Edició ampliada, Stanford: CSLI Publications, 2000.)
- (1999) Dialogue on Good, Evil and the Existence of God. Cambridge/Indianapolis: Hackett Publishing Company.
- (2001) Knowledge, Possibility and Consciousness. Cambridge, MA.: Bradford-MIT.
- (2001) Reference and Reflexivity. Stanford: CSLI Publications.
- (2002) Identity, Personal Identity and the Self, assaigs seleccionats. Indianapolis: Hackett Publishing.
- (2012) The Art of Procrastination: A Guide to Effective Dawdling, Lollygagging and Postponing

### Articles
- (1972) "Can The Self Divide?". Journal of Philosophy, LXIX, nº. 16, pp. 463 – 88.
- (1977) "Frege on Demonstratives". The Philosophical Review, Vol. 86, nº. 4., pp. 474–497.
- (1979) "The Problem of the Essential Indexical". Noûs 13, nº. 1: 3 – 21.
- (1980) "A Problem about Continued Belief". Pacific Philosophical Quarterly 61, nº. 4, pp. 317 – 22.
- (1980) "Belief and Acceptance". Midwest Studies in Philosophy V, pp. 533 – 42.
- (1981) "Semantic Innocence and Uncompromising Situations" (amb Jon Barwise). Midwest Studies in Philosophy VI, pp. 387 – 403.
- (1981) "Situations and Attitudes" (amb Jon Barwise). Journal of Philosophy LXXVII, nº. 1, pp. 668 – 91.
- (1986) "From Worlds to Situations". Journal of Philosophical Logic 15, pp. 83 – 107.
- (1986) "Thought Without Representation". Supplementary Proceedings of the Aristotelian Society, vol. 60, pp. 263 – 83.
- (1988) "Cognitive Significance and New Theories of Reference". Noûs 2, nº. 2, pp. 1 – 18.
- (1989) "The Prince and the Phonebooth: Reporting Puzzling Beliefs" (amb Mark Crimmins). Journal of Philosophy, pp. 685 – 711.
- (1993) "Executions, Motivations and Accomplishments" (amb David Israel i Syun Tutiya). The Philosophical Review, pp. 515 – 40.
- (1994) "Fodor and Lepore on Holism". Philosophical Studies, 73, pp. 123–138.